# Szałakundzie
Szałakundzie (biał. Шалакундзі; ros. Шалакунди) – wieś na Białorusi, w obwodzie witebskim, w rejonie brasławskim, w sielsowiecie Opsa.

## Historia
W czasach zaborów wieś leżała w granicach Imperium Rosyjskiego.
W latach 1921–1945 kolonia leżała w Polsce, w województwie nowogródzkim (od 1926 w województwie wileńskim), w powiecie brasławskim, w gminie Opsa.
Według Powszechnego Spisu Ludności z 1921 roku zamieszkiwały tu 74 osoby, 73 były wyznania rzymskokatolickiego, a 1 prawosławnego. Jednocześnie 54 mieszkańców zadeklarowało polską przynależność narodową, a 20 inną. Było tu 14 budynków mieszkalnych. W 1931 w 16 domach zamieszkiwały 72 osoby.
Wierni należeli do parafii rzymskokatolickiej w Pelikanach. Miejscowość podlegała pod Sąd Grodzki w Opsie i Okręgowy w Wilnie; właściwy urząd pocztowy mieścił się w Opsie.
W wyniku napaści ZSRR na Polskę we wrześniu 1939 miejscowość znalazła się pod okupacją sowiecką. Od czerwca 1941 roku pod okupacją niemiecką. W 1944 miejscowość została ponownie zajęta przez wojska sowieckie i włączona do Białoruskiej SRR.
Od 1991 w składzie niepodległej Białorusi.